# Cystopteris fragilis
Cystoptère fragile
Espèce
Cystopteris fragilis, la Cystoptère fragile est une espèce de fougères de la famille des Cystopteridaceae et du genre Cystopteris.

## Habitat et distribution
Cette fougère apprécie les milieux humides, mais elle est résistante à la sécheresse et au froid. On la retrouve en Amérique du Nord, de la Californie jusqu'au Québec,. Elle est largement répandue en Europe centrale, sur les pentes montagneuses calcaires. On la trouve dans les Alpes à une altitude jusqu'à 2 500 mètres.

## Description
Les feuilles de la fougère atteignent en général 15 cm de long mais peuvent atteindre 40 cm. La face inférieure de la feuille est couverte de sores contenant les sporocystes. Elle apparaît au printemps et disparaît après l'automne,.